# Raizal
El pueblo raizal es un grupo étnico afrocaribeño protestante originario del Archipiélago de San Andrés, Providencia y Santa Catalina, perteneciente a Colombia; sus miembros hablan el criollo sanandresano, una lengua criolla basada en el inglés. 

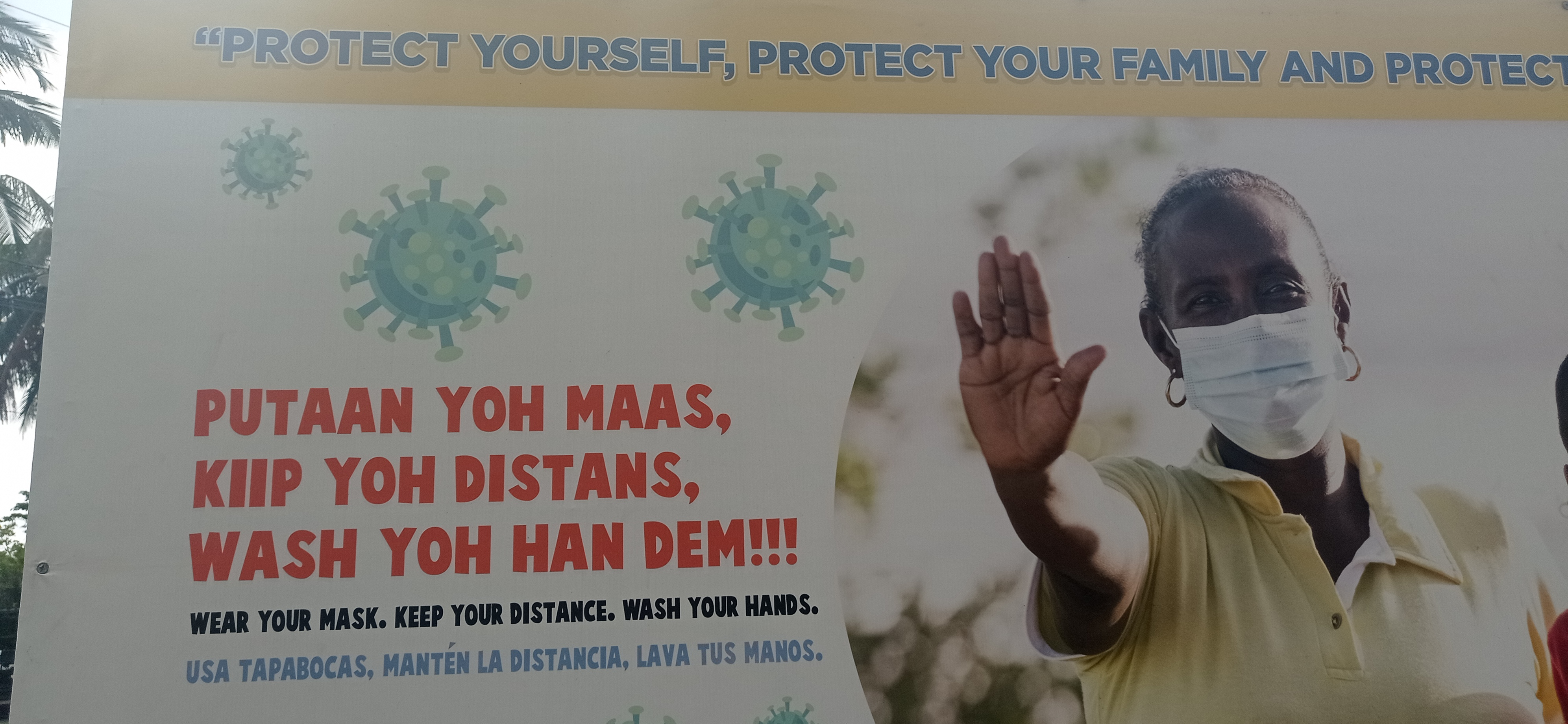
Mujer raizal.

El pueblo raizal ocupó el archipiélago de San Andrés, Providencia y Santa Catalina antes y durante la época de la colonización sus europea y la trata esclavista en el Caribe Occidental, reconocida así por la jurisprudencia constitucional que le ha reconocido el carácter singular de grupo étnico raizal y ha delineado su especial protección por parte del Estado colombiano. Si bien los raizales son conocidos también como "sanandresanos", lo cierto es que este último gentilicio corresponde en sentido amplio a un grupo más diverso que incluye a los inmigrantes a las islas durante el siglo XX. Los raizales en cambio se entienden por aquellos que tienen una identidad definida basada en su historia (anglo africana), sus manifestaciones culturales, como su religión (Iglesia Bautista), su lengua (inglés criollo, creole) y su identidad.
Los raizales guardan una fuerte relación cultural con los pueblos antillanos como Jamaica y Barbados. De acuerdo a los datos del Departamento Administrativo Nacional de Estadísticas de Colombia del 2005, los raizales suman 30 565 personas a nivel nacional y 30 118 en el Departamento Archipiélago de San Andrés, Providencia y Santa Catalina, conformando el 39.4 % de la población total (76 442 en 2015). En los últimos tiempos han defendido su identidad como pueblo indígena, categoría que les permite mayores posibilidades de defensa cultural frente al Estado y frente a la comunidad internacional. Sin embargo, algunos estudiosos del tema concluyen que dicho término desconoce la evidente mezcla y excluye a los demás isleños. Los raizales sanandresanos guardan una estrecha relación histórica y cultural con los indígenas y anglo-criollos de Mosquitia, Belice, y las Islas de la Bahía.

## Historia

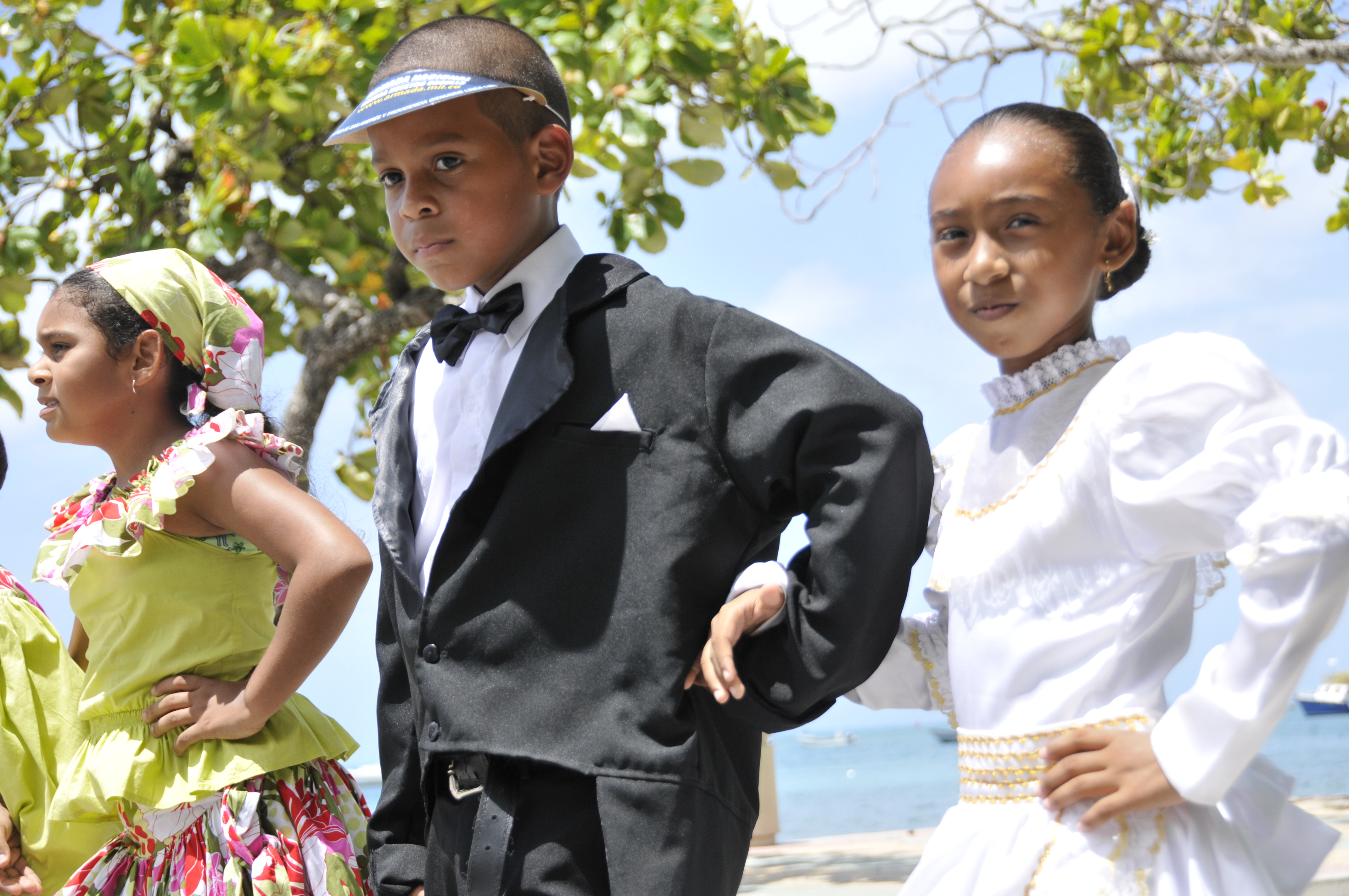
Niños raizales vestidos con sus trajes típicos.

La génesis del pueblo raizal se presenta desde el siglo XVII cuando los británicos decidieron asentarse en las islas que estaban más bien ignoradas por España. Los británicos dieron inicio a plantaciones de tabaco y algodón para lo cual comenzaron a traer esclavos africanos, especialmente de las colonias inglesas del mar Caribe. Los británicos impusieron la lengua inglesa y su religión, sin embargo, los esclavos africanos conservaron sus lenguas. El inglés era utilizado para la liturgia, en la iglesia, mientras la lengua ancestral sería utilizada dentro del ámbito familiar. Sin embargo, se presenta una rápida fusión de lenguas que, sin embargo, preserva las y el ibo y también las lenguas mende y mandinga.
Hacia finales del siglo XVIII España inicia la reconquista de las islas, pero permite que los ingleses permanezcan bajo promesa de fidelidad a la Corona. De esta manera, las islas guardarían una fuerte relación con el mundo antillano anglófono que contribuiría al moldeamiento de su cultura y con las comunidades indígenas de Mosquitia. En 1845 se fundó la Iglesia Bautista que tendría un papel clave en el moldeamiento de la cultura raizal y que fue la auténtica autoridad organizativa en las islas desde aquella época.
Con las batallas por la independencia de España en las primeras décadas de siglo XIX, Colombia aseguró la soberanía política sobre las islas, sin embargo no se preocupó de una integración cultural a la vida nacional durante ese siglo.

## Colombianización
En el siglo XX dos factores harían que Colombia se interesara en una integración de las islas a la vida nacional: la primera está marcada con la Constitución de Colombia de 1886 y la segunda con la Separación de Panamá, lo que generó un proceso de asimilación cultural conocido como colombianización, que consistía en promover el uso del idioma castellano y la conversión al catolicismo con el envío de varias misiones para ese fin.
Pero el momento determinante de la llamada colombianización se presentaría en 1953 cuando el gobierno de Gustavo Rojas Pinilla declaró a San Andrés como puerto libre y motivó una inmigración incontrolada desde el continente. Los continentales que se asentaron eran provenientes de la Costa Atlántica, así como árabes colombianos. Si bien la política de colombianización tenía la intención de integrar las islas a la vida nacional y de ejercer soberanía, dicho proceso no hizo otra cosa que crear un conflicto que atentó contra la cultura e identidad raizal. Los esquemas económicos, sociales y políticos traídos por los continentales de base hispánica y católica, segregaron las estructuras que los raizales ya tenían desde siglos antes. Este conflicto ocasionaría resentimientos en lugar de lograr lo esperado e introduciría dos clases sociales: los raizales y los continentales (llamados por estos como paña) y los primeros con una sensación de marginación en su propia tierra. Por otra parte, se empezó a presentar el problema de la sobrepoblación y la escasez de recursos lo que en la actualidad es una de las principales dificultades con la isla de San Andrés como una de las más densamente pobladas del mundo: más de 70 mil personas viven en el espacio de 44 kilómetros cuadrados, es decir más de 1500 personas por kilómetro cuadrado.
El proceso de colombianización presentado durante el siglo XX ha sido duramente criticado como un proceso que desconoció la identidad del pueblo nativo el cual tenía un sistema social, político y cultural propio y por otra parte, la colombianización misma se dio sin contar con la participación de los raizales, de tal forma que fue un proceso claramente unilateral.

## Proceso de la reconstrucción raizal
La Constitución de Colombia de 1991 puede verse como el fin del proceso de colombianización y el inicio de un proceso opuesto llamado de construcción de la identidad étnica. La nueva constitución estableció una nueva regulación nacional que reconocía, promovía y protegía a las minorías étnicas colombianas y en especial se reconoció un estatuto cultural para el pueblo raizal. Gracias a dicho acto, se comenzó el llamado "proceso de reconstrucción de la identidad raizal". 

Por lo tanto, la Constitución permitió que las diferencias culturales que estaban presentes desde hace varios años dentro de las islas tuvieran un sustrato legal, y también permitió que los raizales empezaran a luchar por sus derechos, ahora como una minoría étnica definida y diferente al resto de los habitantes sanandresanos.

### La religión

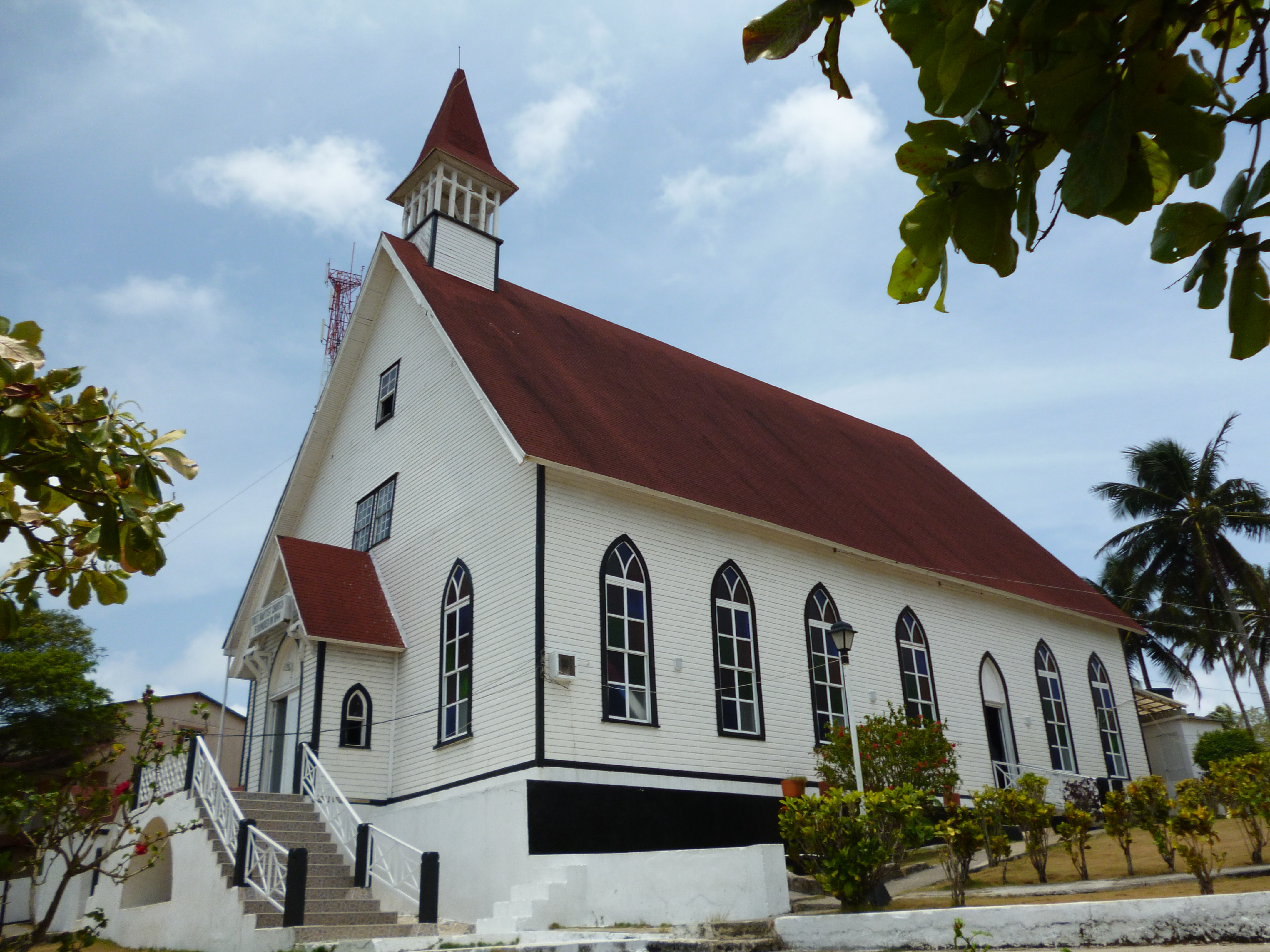
Iglesia Bautista de la Misión Hill, en la Isla de San Andrés.

Si bien se parte del principio de que la cultura raizal se basa sobre la identidad protestante, lo cierto es que muchos raizales se hicieron católicos dentro del proceso anterior de colombianización y por lo tanto los estudiosos de la cultura han definido que lo importante es la fe y la religión vivida con rectitud dentro de su iglesia.

...eso es algo que está en las venas. Y Dios es el centro donde giran todas las cosas, la familia, pero no es un dios no tan como un quisiera... el hecho es dios, el elemento divino, el elemento trascendental, el elemento superior, juega un papel, así sea mentalmente en el componente raizal (Marcelino Hudgson, sacerdote católico).

Sin embargo, la importancia de los pastores bautistas dentro de la estructura cultural raizal es indiscutible y según la socióloga, estos se han fundamentado muy especialmente en el pastor Martin Luther King como reivindicador de los derechos de su pueblo.

### La lengua
El otro elemento fundamental es la lengua, el criollo sanandresano, al cual se le ha dado importancia como elemento de identidad. Pero esto no fue siempre así. La realidad de las islas es la presencia de tres idiomas los cuales forman parte de la vida del pueblo a su manera: el inglés introducido por los británicos desde el siglo XVII, el castellano introducido por los colombianos desde el siglo XX y el criollo sanandresano, inglés criollo o creole. Paradójicamente, antes de la Constitución de 1991, el sanandresano sufrió una especie de marginación por parte de los mismos raizales, los cuales lo tenían como un idioma "inferior" o de niños, mientras lo "correcto" era hablar inglés y resaltar la ascendencia británica por encima de la africana. 

Sin embargo, durante muchas décadas, el inglés criollo fue visto con desdén por parte de los isleños al tener raíces africanas, además de las inglesas; era considerado como la lengua de las clases bajas, y se rechazaba su uso tanto en las escuelas como en las iglesias (Dittman, 1992, citado por A. Cano).

Acerca de ello dice la historiadora y escritora santandereana Hazel Robinson:

Bueno el idioma, el creole. Pero el creole era, es un dialecto africano con mezclas de inglés isabelino, pero eso lo hablaba la gente... no lo hablaban... Ante todo en las iglesias no lo hablan, porque Dios no entiende creole, entonces en la iglesia hay que hablar un inglés muy formal (...) y hay casas aquí que hasta hoy no hablas creole en las casas. Otras casas, sí. El creole era como el idioma de la calle, de los niños, pero entre la gente que se consideraba con cierta educación, no.

Con el inicio del proceso de reconstrucción raizal, el criollo sanandresano fue puesto dentro de los elementos culturales a defender, pero en este sentido existen dentro de los mismos raizales puntos de vista divergentes como aquellos que ven la promoción del uso del inglés y del castellano como más útiles para su desarrollo.

### La raza
Por lo general se piensa en el raizal como de raza negra y de origen africano, pero este es otro elemento que desconoce la cultura raizal, conformada también por un fuerte elemento británico. No todos los raizales son negros y el sistema legislativo colombiano que ha pretendido regir en San Andrés y que incluye a los raizales dentro de los afrocolombianos, ha sido sistemáticamente ignorado por ellos mismos. Lo que no se puede ignorar, es que los raizales defienden su elemento británico más que el africano, como dice la socióloga Cano:

La sociedad isleña de este periodo se identificaba con los patrones culturales dejados por los ingleses y mantenidos durante varias décadas de contacto con las otras islas angloparlantes, con Estados Unidos y con Inglaterra. Esta identificación del isleño frente a la cultura anglosajona se ha transmitido de generación en generación y es lo que ha recreado el universo cultural del isleño. En este sentido, la música o la comida tienen altos componentes ingleses, mientras que lo africano, o lo que pueda tener vestigios de esto es rechazado, al ser considerado "primitivo" (Clemente, 1991, citado por Cano).

Después de su reconocimiento como etnia en la Constitución de 1991, los raizales iniciaron un proceso de definición de lo que ello significa y las implicaciones sociales y jurídicas dentro del contexto nacional colombiano. De esta manera, llegaron a un concepto aún más complejo: determinaron que son un pueblo indígena conforme lo definido en el Convenio 169 que establece los siguientes criterios para reconocer a un pueblo como indígena:
1. Aquellos cuyas condiciones sociales, culturales y económicas son diferentes de la colectividad nacional y están regidos por costumbres y tradiciones propias o por legislaciones especiales.
2. Los que descienden de las poblaciones que habitaban el territorio con anterioridad a conquistas o colonizaciones, o antes del establecimiento de fronteras actuales.
3. Que tengan conciencia de su propia identidad tribal y cultural.

De esta manera los raizales se acogieron a este convenio internacional y al adquirir el estatus de indígenas, garantizaron aún más la defensa de su identidad étnica.

## Otros aspectos culturales

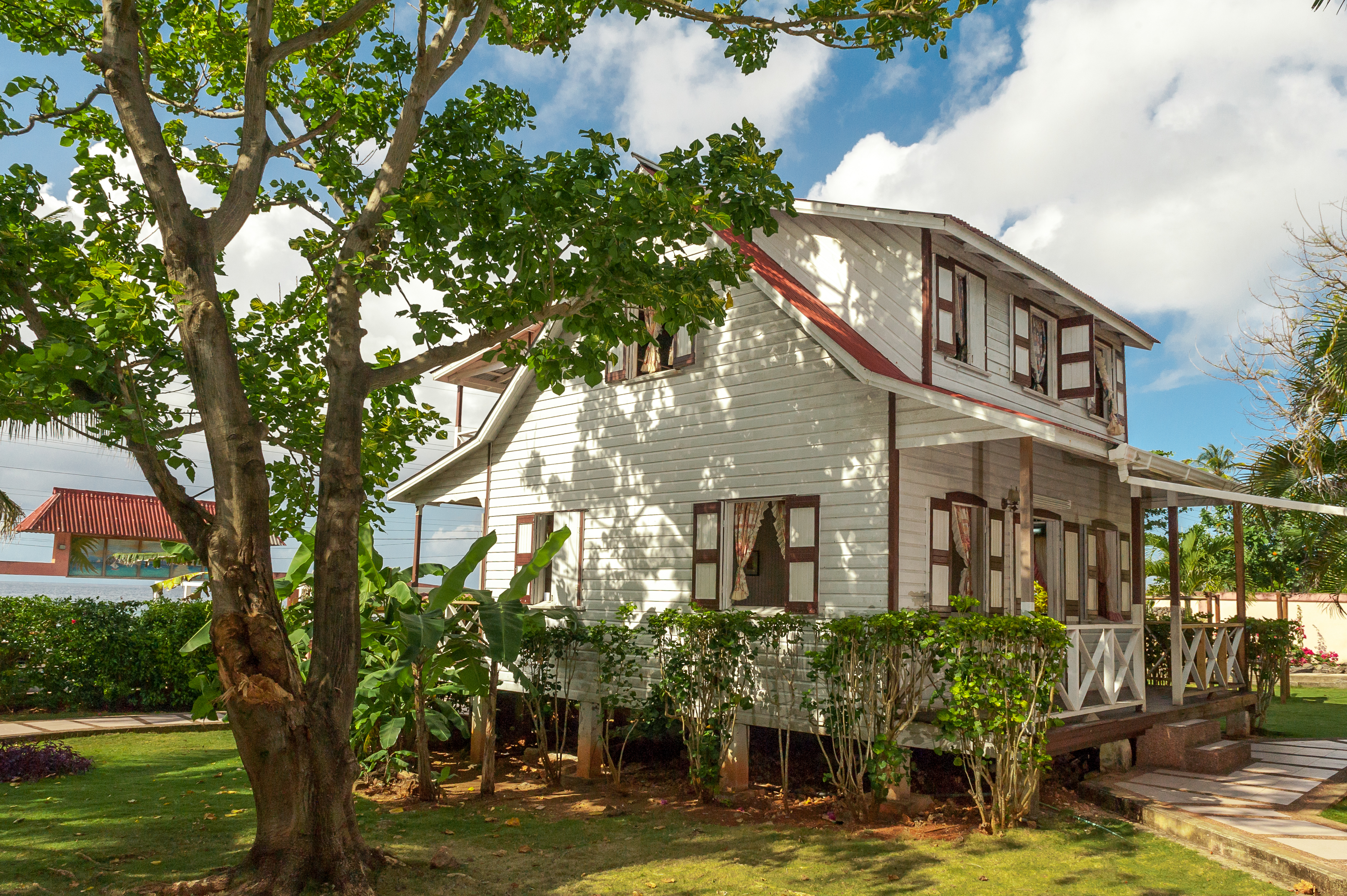
La Casa Museo Isleña conserva la arquitectura típica raizal.

Otros aspectos descriptivos culturales de los raizales son su vivienda y su música. La vivienda raizal guarda relación con la vivienda tradicional de las Antillas anglófonas de colores vivos, de madera y en una combinación de estilos ingleses y africanos. Lo mismo sucede con la música la cual pertenece de alguna forma a las manifestaciones antillanas y muy especialmente a las de Jamaica, país este que tiene una gran influencia cultural en la población. Sin embargo, con el contacto directo con la inmigración continental colombiana durante el siglo XX, San Andrés recibió una gran influencia cultural especialmente de la región Caribe de Colombia, muchos de los cuales construyeron edificios de ladrillo, hoteles y dieron otro aspecto menos autóctono a numerosos sectores, especialmente en la isla de San Andrés. 
Si bien el discurso raizal de construcción de la identidad étnica ha contribuido a que los raizales se unan para exigir sus derechos y trabajar por la defensa de su cultura, muchos otros critican en dicho discurso un aspecto excluyente de las otras manifestaciones culturales no raizales presentes en las islas y generadas con el previo proceso de colombianización. El movimiento raizal en sí no es unitario y dentro de él existen diferentes tipos de agrupaciones e ideas, muchas de las cuales suelen oponerse en cuanto al tipo de concepción raizal y las maneras de exigir sus derechos. Para algunos, la manera en la que el pueblo raizal debe exigir sus derechos debe ser estrictamente pacífica y en diálogo abierto con el Estado colombiano, para otros, se debe ejercer maneras de presión como los paros y huelgas. Para unos la construcción raizal debe hacerse desde una visión purista, tradicionalista, que ve lo nuevo o lo foráneo como un peligro y por lo tanto que califica a los continentales (llamados en las islas como "pañas") como los únicos responsables de todos los males negando abiertamente el actual proceso de mestizaje, mientras que para otros los continentales son ya parte de las islas, muchos han formado familias con los raizales y ellos deben ser incluidos de alguna manera dentro de los procesos de realidad étnica raizal. 
Respecto del extremo purista del movimiento raizal, dice la socióloga Cano:

El discurso raizal proclama lo pasado como lo autóctono y lo nuevo o lo extranjero como lo nocivo y como lo que rompe con esa autenticidad y con esa esencia del ser raizal. Esto, por lo tanto, implica que haya que ir en contra de lo nuevo y de lo extranjero ya que acaba con la identidad raizal. En este sentido, la llegada del extranjero, del paña, ha sido una invasión que ha ido destruyendo las costumbres raizales, puras y sanas. Esta es la base sobre la cual se inicia el discurso raizal: el otro representa lo nocivo, lo nuevo y lo que acaba con la autenticidad (...).